# Ispani
Ispani is een gemeente in de Italiaanse provincie Salerno (regio Campanië) en telt 1018 inwoners (31-12-2004). De oppervlakte bedraagt 8,2 km², de bevolkingsdichtheid is 122,29 inwoners per km².
De volgende frazioni maken deel uit van de gemeente: Capitello, San Cristoforo.

## Demografie
Ispani telt ongeveer 417 huishoudens. Het aantal inwoners daalde in de periode 1991-2001 met 3,5% volgens cijfers uit de tienjaarlijkse volkstellingen van ISTAT.
| Jaar | Inwoneraantal |
| ---- | ------------- |
| 1991 | 1052          |
| 2001 | 1015          |

## Geografie
De gemeente ligt op ongeveer 256 m boven zeeniveau.
Ispani grenst aan de volgende gemeenten: Santa Marina, Vibonati.